# Lilium distichum
Lilium distichum là một loài thực vật có hoa trong họ Liliaceae. Loài này được Nakai ex Kamib. miêu tả khoa học đầu tiên năm 1915.